# Кинеско патриотско католичко удружење
Кинеско патриотско католичко удружење (упрошћени кинески: 中国 天主教 爱国 会; традиционални кинески: 中國 天主教 愛國 會; пинјин: Zhōngguó Tiānzhǔjiào Àiguó Huì), скраћено CPA, CPCA или CCPA, је организација коју је Народна Република Кина основала 1957. године преко Бироа за религиозне послове да би надгледала католике из континенталне Кине. У својој енциклици Ad Apostolorum principis од 29. јула 1958. године, папа Пије XII је изразио жаљење због става и активности Удружења и прогласио бискупе који су учествовали у посвећењу нових бискупа које је Удружење одабрало за изопштене. Папа Бенедикт XVI је назвао агенте Удружења људима који, иако нису рукоположени за свештенике и понекад нису крштени, „контролишу и доносе одлуке у вези са важним црквеним питањима, укључујући именовање бискупа“. Организацију надгледа Одељење за рад Уједињеног фронта Комунистичке партије Кине након припајања Државне управе за верска питања у Одељење за рад Уједињеног фронта у 2018. години.
То је једино организационо тело католика у Кини које је званично признала влада Народне Републике Кине, али га Ватикан не признаје. Ипак, Света столица разликује Цркву у Кини од Кинеског патриотског католичког удружења као таквог, а од 1980-их је готово све бискупе именоване од стране Удружења признала као легитимне и у пуној заједници са Католичком црквом, иако на индивидуалној основи. Црква наставља да тражи трајно решење овог питања кроз преговоре са политичким властима Народне Републике.
Удружење не надгледа католике у Макау и Хонг Конгу, чији бискупи задржавају везе са Католичком црквом у Риму.